# Sylvia Schweiger
Sylvia Schweiger (* 4. Januar 1959 in Graz) ist eine ehemalige österreichische Skilangläuferin.

## Werdegang
Schweiger, die für den PSV Graz startete, belegte bei den Junioren-Skieuropameisterschaften 1976 in Liberec den 39. Platz über 5 km und den neunten Rang mit der Staffel und errang bei ihrer einzigen Teilnahme an Olympischen Winterspielen im Februar 1976 in Innsbruck den 42. Platz über 5 km und den 41. Platz über 10 km. Im folgenden Jahr kam sie bei den Junioren-Skiweltmeisterschaften in Sainte-Croix auf den 29. Platz über 5 km und den zehnten Rang mit der Staffel.
Bei österreichischen Meisterschaften siegte sie im Jahr 1976 über 5 km und im Jahr 1977 mit der Steiermarker Skiverbandsstaffel. 